# 152P/Хелин — Лоуренса
Комета Хелин — Лоуренс (152P/Helin-Lawrence) — короткопериодическая комета из семейства Юпитера, которая была обнаружена американскими астрономами Элеанор Хелин и Кеннетом Лоуренсом на фотопластинах, полученных 17 и 19 мая 1993 года её коллегой Дж. Мюллером с помощью 0,46-метрового телескопа Шмидта в Паломарской обсерватории. Она была описана как диффузный объект 16,5 m звёздной величины с центральной конденсацией. А вскоре комета была найдена и на более ранних снимках от 21 и 22 апреля, на которых она имела яркость 17,0 m. Комета обладает довольно коротким периодом обращения вокруг Солнца — чуть более 9,5 лет.

Орбита кометы Хелин — Лоуренс и её положение в Солнечной системе

Вскоре после открытия британским астрономом Брайаном Марсденом, используя 9 позиций кометы, полученных в период с 21 апреля по 4 июня рассчитал её первую эллиптическую орбиту, согласно которой комета прошла перигелий 30 июня 1993 года и имела период обращения 9,44 года. Наблюдения за кометой продолжались на протяжении нескольких лет, вплоть до 30 декабря 1997 года. 
Первое восстановление кометы было сделано 24 декабря 2001 года японским астрономом T. Oribe с помощью 1,03-метрового телескопа обсерватории Saji в виде диффузного объекта 19,5 m звёздной величины, комы 0,15 ' угловых минуты в поперечнике и небольшого хвоста в 8 " угловых секунд. Независимо от него комета также была восстановлена 11 января 2002 года венгерскими астрономами K. Sarneczky и Z. Heiner в обсерватории Пискештетё. Чуть позже комета также была найдена на более ранних снимках, полученных 23 января 2001 года W. Hergenrother и D. Means с помощью 2,3-метрового телескопа обсерватории Китт-Пик, когда комета ещё не проявляла признаков активности.

## Сближение с планетами
В течение XX века комета лишь однажды подходила к Юпитеру на расстояние ближе, чем 1 а. е., зато в XXI веке таких подходов ожидается два и каждое из них будет довольно тесным.
- 0,40 а. е. от Юпитера 17 августа 1990 года;
- 0,32 а. е. от Юпитера 13 декабря 2037 года;
- 0,57 а. е. от Юпитера 26 ноября 2095 года.